# Ильинский сельсовет (Нижегородская область)
Ильинский сельсовет — сельское поселение в Володарском районе Нижегородской области.
Административный центр — посёлок Ильино.

## История
Статус и границы сельского поселения установлены Законом Нижегородской области от 15 июня 2004 года № 60-З «О наделении муниципальных образований - городов, рабочих посёлков и сельсоветов Нижегородской области статусом городского, сельского поселения».
Законом Нижегородской области от 28 августа 2009 года № 152-З, сельские поселения Ильинский сельсовет и Мячковский сельсовет были преобразованы, путём их объединения, в сельское поселение Ильинский сельсовет.

## Население
| 2002  | 2010  | 2012  | 2013  | 2014  | 2015  | 2016  |
| ----- | ----- | ----- | ----- | ----- | ----- | ----- |
| 2203  | ↗2994 | ↗2998 | ↗3040 | ↗3118 | ↘3101 | ↘3074 |
| 2017  | 2018  | 2019  | 2020  | 2021  |       |       |
| ↘3051 | ↘3029 | ↘2961 | ↗2991 | ↘2229 |       |       |

## Состав сельского поселения
| № | Населённый пункт | Тип населённого пункта          | Население |
| - | ---------------- | ------------------------------- | --------- |
| 1 | Ильина Гора      | деревня                         | ↗275      |
| 2 | Ильино           | посёлок, административный центр | ↗2242     |
| 3 | Мячково          | село                            | ↗207      |
| 4 | Объезд           | деревня                         | ↘28       |
| 5 | Седельниково     | деревня                         | ↗118      |
| 6 | Соловьёво        | деревня                         | ↗25       |
| 7 | Чичерево         | деревня                         | ↗77       |
| 8 | Щелапино         | деревня                         | ↗22       |